# Gran Premio de España de motociclismo de 2010
El Gran Premio de España de motociclismo de 2010 fue la segunda prueba del Campeonato del Mundo de Motociclismo de 2010. Tuvo lugar en el fin de semana del 30 de abril al 2 de mayo de 2010 en el Circuito Permanente de Jerez, situado en la ciudad andaluza de Jerez de la Frontera, España. La carrera de MotoGP fue ganada por Jorge Lorenzo, seguido de Dani Pedrosa y Valentino Rossi. Toni Elías ganó la prueba de Moto2, por delante de Shoya Tomizawa y Thomas Lüthi. La carrera de 125cc fue ganada por Pol Espargaró, Nicolás Terol fue segundo y Esteve Rabat tercero.

## Resultados

### Resultados MotoGP
| Pos.    | N.º | Piloto           | Constructor | Vueltas | Tiempo     | Parrilla | Pts. |
| ------- | --- | ---------------- | ----------- | ------- | ---------- | -------- | ---- |
| 1       | 99  | Jorge Lorenzo    | Yamaha      | 27      | 45:17.538  | 2        | 25   |
| 2       | 26  | Dani Pedrosa     | Honda       | 27      | +0.543     | 1        | 20   |
| 3       | 46  | Valentino Rossi  | Yamaha      | 27      | +0.890     | 4        | 16   |
| 4       | 69  | Nicky Hayden     | Ducati      | 27      | +9.015     | 5        | 13   |
| 5       | 27  | Casey Stoner     | Ducati      | 27      | +10.034    | 3        | 11   |
| 6       | 4   | Andrea Dovizioso | Honda       | 27      | +23.144    | 9        | 10   |
| 7       | 36  | Mika Kallio      | Ducati      | 27      | +34.489    | 17       | 9    |
| 8       | 33  | Marco Melandri   | Honda       | 27      | +34.687    | 10       | 8    |
| 9       | 14  | Randy de Puniet  | Honda       | 27      | +36.160    | 6        | 7    |
| 10      | 19  | Álvaro Bautista  | Suzuki      | 27      | +36.791    | 13       | 6    |
| 11      | 58  | Marco Simoncelli | Honda       | 27      | +37.155    | 16       | 5    |
| 12      | 5   | Colin Edwards    | Yamaha      | 22      | +38.260    | 7        | 4    |
| 13      | 40  | Héctor Barberá   | Ducati      | 27      | +38.371    | 14       | 3    |
| 14      | 7   | Hiroshi Aoyama   | Honda       | 22      | +1:02.352  | 12       | 2    |
| 15      | 41  | Aleix Espargaró  | Ducati      | 24      | +3 Vueltas | 15       | 1    |
| Ret     | 11  | Ben Spies        | Yamaha      | 7       | Retirado   | 8        |      |
| Ret     | 65  | Loris Capirossi  | Suzuki      | 2       | Caída      | 11       |      |
| Fuente: |     |                  |             |         |            |          |      |

### Resultados Moto2
La carrera de Moto2 fue parada con bandera roja en la segunda vuelta por un derrame de fluido que causó que varios corredores se cayeran en una misma curva. La carrera fue recomenzada, pero acortada de 26 vueltas a 17.
| Pos.    | N.º | Piloto              | Constructor | Vueltas | Tiempo       | Parrilla | Pts. |
| ------- | --- | ------------------- | ----------- | ------- | ------------ | -------- | ---- |
| 1       | 24  | Toni Elías          | Moriwaki    | 17      | 29:58.726    | 3        | 25   |
| 2       | 48  | Shoya Tomizawa      | Suter       | 17      | +0.190       | 1        | 20   |
| 3       | 12  | Thomas Lüthi        | Moriwaki    | 17      | +0.261       | 5        | 16   |
| 4       | 72  | Yuki Takahashi      | Tech 3      | 17      | +0.558       | 4        | 13   |
| 5       | 3   | Simone Corsi        | MotoBi      | 17      | +1.449       | 10       | 11   |
| 6       | 40  | Sergio Gadea        | Pons Kalex  | 17      | +1.496       | 8        | 10   |
| 7       | 9   | Kenny Noyes         | Promoharris | 17      | +2.215       | 9        | 9    |
| 8       | 60  | Julián Simón        | RSV         | 17      | +2.576       | 2        | 8    |
| 9       | 2   | Gábor Talmácsi      | Speed Up    | 17      | +3.825       | 7        | 7    |
| 10      | 68  | Yonny Hernández     | BQR-Moto2   | 17      | +6.691       | 12       | 6    |
| 11      | 16  | Jules Cluzel        | Suter       | 17      | +8.123       | 14       | 5    |
| 12      | 44  | Roberto Rolfo       | Suter       | 17      | +11.965      | 17       | 4    |
| 13      | 77  | Dominique Aegerter  | Suter       | 17      | +12.190      | 21       | 3    |
| 14      | 65  | Stefan Bradl        | Suter       | 17      | +12.295      | 6        | 2    |
| 15      | 8   | Anthony West        | MZ-RE Honda | 17      | +12.545      | 11       | 1    |
| 16      | 45  | Scott Redding       | Suter       | 17      | +12.678      | 26       |      |
| 17      | 14  | Ratthapark Wilairot | Bimota      | 17      | +13.548      | 29       |      |
| 18      | 71  | Claudio Corti       | Suter       | 17      | +15.642      | 16       |      |
| 19      | 80  | Axel Pons           | Pons Kalex  | 17      | +16.740      | 22       |      |
| 20      | 35  | Raffaele De Rosa    | Tech 3      | 17      | +19.368      | 15       |      |
| 21      | 10  | Fonsi Nieto         | Moriwaki    | 17      | +20.956      | 18       |      |
| 22      | 63  | Mike Di Meglio      | RSV         | 17      | +21.129      | 27       |      |
| 23      | 61  | Vladímir Ivánov     | Moriwaki    | 17      | +31.224      | 34       |      |
| 24      | 39  | Robertino Pietri    | Suter       | 17      | +31.275      | 30       |      |
| 25      | 6   | Alex Debón          | FTR         | 17      | +33.283      | 13       |      |
| 26      | 52  | Lukáš Pešek         | Moriwaki    | 17      | +34.090      | 32       |      |
| 27      | 76  | Bernat Martínez     | Bimota      | 17      | +38.705      | 31       |      |
| 28      | 17  | Karel Abraham       | RSV         | 17      | +39.384      | 25       |      |
| 29      | 41  | Arne Tode           | Suter       | 17      | +43.839      | 23       |      |
| 30      | 92  | Amadeo Lladós       | AJR         | 17      | +46.896      | 36       |      |
| 31      | 53  | Valentin Debise     | ADV         | 17      | +47.080      | 37       |      |
| 32      | 25  | Alex Baldolini      | I.C.P.      | 17      | +47.216      | 19       |      |
| 33      | 88  | Yannick Guerra      | Moriwaki    | 17      | +47.777      | 39       |      |
| 34      | 95  | Mashel Al Naimi     | BQR-Moto2   | 17      | +56.595      | 40       |      |
| Ret     | 91  | Iván Moreno         | Moriwaki    | 8       | Caída        | 38       |      |
| Ret     | 59  | Niccolò Canepa      | Force GP210 | 8       | Retirado     | 33       |      |
| Ret     | 75  | Mattia Pasini       | MotoBi      | 6       | Retirado     | 35       |      |
| Ret     | 55  | Héctor Faubel       | Suter       | 2       | Caída        | 24       |      |
| Ret     | 29  | Andrea Iannone      | Speed Up    | 0       | Caída        | 28       |      |
| Ret     | 5   | Joan Olivé          | Promoharris | 0       | Caída        | 20       |      |
| DNS     | 15  | Alex De Angelis     | Force GP210 |         | No participó |          |      |
| DNS     | 21  | Vladimir Leonov     | Suter       |         | No participó |          |      |
| Fuente: |     |                     |             |         |              |          |      |

### Resultados 125 cc
| Pos.    | N.º | Piloto               | Constructor | Vueltas | Tiempo    | Parrilla | Pts. |
| ------- | --- | -------------------- | ----------- | ------- | --------- | -------- | ---- |
| 1       | 44  | Pol Espargaró        | Derbi       | 23      | 41:36.146 | 2        | 25   |
| 2       | 40  | Nicolás Terol        | Aprilia     | 23      | +1.886    | 5        | 20   |
| 3       | 12  | Esteve Rabat         | Aprilia     | 23      | +15.180   | 4        | 16   |
| 4       | 38  | Bradley Smith        | Aprilia     | 23      | +17.110   | 7        | 13   |
| 5       | 71  | Tomoyoshi Koyama     | Aprilia     | 23      | +25.069   | 11       | 11   |
| 6       | 23  | Alberto Moncayo      | Aprilia     | 23      | +26.860   | 9        | 10   |
| 7       | 14  | Johann Zarco         | Aprilia     | 23      | +27.102   | 12       | 9    |
| 8       | 35  | Randy Krummenacher   | Aprilia     | 23      | +28.465   | 10       | 8    |
| 9       | 5   | Alexis Masbou        | Aprilia     | 23      | +28.963   | 17       | 7    |
| 10      | 53  | Jasper Iwema         | Aprilia     | 23      | +58.830   | 13       | 6    |
| 11      | 11  | Sandro Cortese       | Derbi       | 23      | +1:03.035 | 6        | 5    |
| 12      | 78  | Marcel Schrötter     | Honda       | 23      | +1:04.722 | 18       | 4    |
| 13      | 26  | Adrián Martín        | Aprilia     | 23      | +1:04.841 | 15       | 3    |
| 14      | 84  | Jakub Kornfeil       | Aprilia     | 23      | +1:05.248 | 20       | 2    |
| 15      | 39  | Luis Salom           | Lambretta   | 23      | +1:09.300 | 25       | 1    |
| 16      | 57  | Isaac Viñales        | Aprilia     | 23      | +1:09.540 | 14       |      |
| 17      | 87  | Luca Marconi         | Aprilia     | 23      | +1:34.926 | 21       |      |
| 18      | 58  | Joan Perelló         | Honda       | 23      | +1:42.695 | 24       |      |
| 19      | 59  | Johnny Rosell        | Honda       | 23      | +1:51.484 | 26       |      |
| 20      | 63  | Zulfahmi Khairuddin  | Aprilia     | 23      | +1:51.525 | 31       |      |
| 21      | 80  | Quentin Jacquet      | Aprilia     | 22      | +1 Vuelta | 28       |      |
| 22      | 72  | Marco Ravaioli       | Lambretta   | 22      | +1 Vuelta | 30       |      |
| Ret     | 94  | Jonas Folger         | Aprilia     | 22      | Caída     | 19       |      |
| Ret     | 99  | Danny Webb           | Aprilia     | 21      | Caída     | 8        |      |
| Ret     | 7   | Efrén Vázquez        | Derbi       | 18      | Retirado  | 3        |      |
| Ret     | 60  | Michael van der Mark | Aprilia     | 15      | Retirado  | 29       |      |
| Ret     | 69  | Louis Rossi          | Aprilia     | 14      | Retirado  | 16       |      |
| Ret     | 51  | Riccardo Moretti     | Aprilia     | 5       | Caída     | 27       |      |
| Ret     | 50  | Sturla Fagerhaug     | Aprilia     | 1       | Caída     | 23       |      |
| Ret     | 32  | Lorenzo Savadori     | Aprilia     | 0       | Caída     | 22       |      |
| Ret     | 93  | Marc Márquez         | Derbi       | 0       | Caída     | 1        |      |
| Fuente: |     |                      |             |         |           |          |      |